# 10445 Coster
10445 Coster eller 4090 T-2 är en asteroid i huvudbältet som upptäcktes den 29 september 1973 av den nederländsk-amerikanske astronomen Tom Gehrels och det nederländska astronomparet Ingrid van Houten-Groeneveld och Cornelis Johannes van Houten vid Palomarobservatoriet. Den är uppkallad efter den nederländske fysikern Dirk Coster.
Asteroiden har en diameter på ungefär 3 kilometer och den tillhör asteroidgruppen Nysa.